# Julieta Díaz
Julieta Díaz Hermida (Buenos Aires, 9 de septiembre de 1977) es una actriz, cantante y modelo argentina.
Es conocida por sus interpretaciones en las telenovelas de Pol-ka Producciones como Campeones de la vida, Ilusiones compartidas, 099 Central, entre otras; así como en numerosas obras teatrales.

## Trayectoria

### En televisión y teatro
Julieta Díaz nació el 9 de septiembre de 1977 en Buenos Aires. Comenzó a estudiar teatro a los 12 años. Su padre, Ricardo Díaz Mourelle, actor hace más de 35 años, fue uno de sus grandes maestros. Su madre, María Bernarda Hermida, es terapeuta floral. A los 17 años estudiaba teatro con Rubens Correa, cuando, a través de Fernando Spiner, se presentó al casting y quedó elegida para la miniserie Bajamar, la costa del silencio. Hizo participaciones en Verdad consecuencia, Nueve lunas, Carola Casini, Como pan caliente, De poeta y de loco, Gasoleros y La condena de Gabriel Doyle entre otros programas de TV. Mientras tanto siguió tomando clases con Cristina Moreira, Rubens Correa y Javier Margulis.
El reconocimiento le llegó con Campeones de la vida (Premio Clarín revelación femenina) y de allí saltó a un coprotagonista, junto a Oscar Martínez y Catherine Fulop, en Ilusiones. En poco más de tres años pasó de hacerse popular a consagrarse como mejor actriz, recibiendo el Premio Clarín Espectáculos por su papel en 099 Central. 
También fue convocada por el grupo mexicano Maná para la realización de su videoclip Mariposa traicionera, por Gustavo Cerati para Crimen, por Diego Torres para Sueños, entre otros videoclips. Hace ya varios años que es una de las actrices que representa a Head & Shoulders en Argentina.
En el año 2003 protagonizó junto a Osvaldo Laport y Juan Darthés la telenovela Soy gitano. Al año siguiente fue protagonista del unitario Locas de amor junto a Leticia Brédice y Soledad Villamil. Por el cual también ganó los premios Martín Fierro y Clarín como mejor actriz protagónica.
Para la telenovela Soy gitano tomó clases de flamenco con Claudia Bauthian, Laura Manzella, Marcela Suez y la gran maestra La China.
En el 2005 actuó en la obra Emma Bovary (Premio Ace revelación femenina de teatro). Ese mismo año se la vio en la TV protagonizando un capítulo de Botines y dos de Mujeres asesinas. 
Mientras tanto, siguió tomando clases con Ana María Bovo, Gabriel Chamé Buen Día y Cristina Moreira.
En 2006 participó en otros dos capítulos de Mujeres asesinas en Canal 13 y dos capítulos de Al límite, también unitario pero de Telefé. 
Durante el año 2009 protagonizó la exitosa telenovela Valientes, al mismo tiempo que realizó la temporada teatral en Buenos Aires y durante el verano en Mar del Plata con la obra El año que viene a la misma hora junto a Adrián Suar, dirigidos por Marcos Carnevale.
En 2010, y hasta la actualidad, comenzó a tomar clases de canto con la maestra y entrenador vocal Katie Viqueria.
En el 2011 protagonizó junto a Facundo Arana, Benjamin Rojas y Lali Espósito la telenovela Cuando me sonreís.
En 2012 tuvo una participación especial en Graduados, ficción de Underground que se emitió por Telefé y protagonizaron Nancy Dupláa y Daniel Hendler. Además, fue convocada para hacer una participación especial en Condicionados unitario protagonizado por Soledad Silveyra y Oscar Martínez por Canal Trece.
En cine protagonizó en el 2011 Juan y Eva con dirección de Paula De Luque; en 2008 Norma Arrostito y Gaby, la montonera; en 2007 La señal y en 2006 Maradona, la mano de Dios. También participó en Derecho de familia, Herencia, Déjala correr y Ruptura, entre otras.
En 2012 se estrenó la película Dos más dos, comedia que llegó al millón de espectadores, protagonizada junto a Adrián Suar y con dirección de Diego Kaplan.
En 2013 protagonizó junto a Guillermo Francella la película Corazón de León, dirigida por Marcos Carnevale, una comedia romántica que tuvo más de 1.700.000 espectadores.
En 2013 protagonizó también, junto al Puma Goity y Laura Esquivel, Los Locos Addams, la versión argentina del musical de Broadway, en el papel de Morticia Addams.
En 2014 participó del exitoso unitario En terapia junto a Diego Peretti. Por dicha actuación recibió el Premio Martín Fierro a la Mejor Actriz de Reparto. También realizó una participación especial en Sres. Papis, junto a Joaquín Furriel.
Durante el mismo año protagonizó la película Refugiado. Su actuación fue aclamada por la crítica, recibiendo el Premio Sur a la Mejor Actriz en 2015.
En 2015 participa en el unitario La Casa.
En 2016 protagoniza el unitario de Pol-ka Silencios de familia junto a Adrián Suar y Florencia Bertotti.

## Cine
| Año  | Título                             | Personaje           | Dirección                            |
| ---- | ---------------------------------- | ------------------- | ------------------------------------ |
| 2000 | Rockabilly                         | Pastelito           | Sebastián De Caro                    |
| 2001 | Herencia                           | Luz                 | Paula Hernández                      |
| 2001 | Déjala correr                      | Mónica              | Alberto Lecchi                       |
| 2006 | Derecho de familia                 | Sandra              | Daniel Burman                        |
| 2007 | Maradona, la mano de Dios          | Claudia Villafañe   | Marco Risi                           |
| 2007 | La señal                           | Gloria              | Ricardo Darín y Martín Hodara        |
| 2008 | Norma Arrostito, la Gaby           | Norma Arrostito     | Luis César D'Angiolillo              |
| 2008 | Mexican Standoff                   | Karla               | Jorge Ramírez Rivera                 |
| 2009 | Vienen por el oro, vienen por todo | Voz en off          | Pablo D'Alo Abba y Cristian Harbaruk |
| 2009 | Negro Buenos Aires                 | Victoria            | Ramón Térmens                        |
| 2011 | Juan y Eva                         | Eva Perón           | Paula de Luque                       |
| 2012 | Dos más dos                        | Emilia              | Diego Kaplan                         |
| 2013 | Corazón de León                    | Ivana Cornejo       | Marcos Carnevale                     |
| 2014 | Refugiado                          | Laura               | Diego Lerman                         |
| 2015 | El espejo de los otros             | Magdalena Echeverri | Marcos Carnevale                     |
| 2016 | Me casé con un boludo              | Ella misma (cameo)  | Juan Taratuto                        |
| 2017 | El fútbol o yo                     | Verónica            | Marcos Carnevale                     |
| 2019 | No soy tu mami                     | Paula               | Marcos Carnevale                     |
| 2019 | La forma de las horas              | Ana                 | Paula de Luque                       |
| 2023 | Asfixiados                         | Lucía               | Luciano Podcaminsky                  |
| 2023 | No me rompan                       | Vera Lombardi       | Azul Lombardía                       |

| Año  | Título        | Personaje | Dirección                      |
| ---- | ------------- | --------- | ------------------------------ |
| 1997 | Calle 22      | Julieta   | Natalia Vicaggio               |
| 1999 | Liebres       | Analía    | Carlos Schulz                  |
| 2000 | Lobos Marinos | Chica     | Matías Guitler                 |
| 2005 | Muñequita     | Muñequita | Silvana Lopa y Brenda Urlacher |

| Año  | Título           | Personaje  | Dirección       |
| ---- | ---------------- | ---------- | --------------- |
| 2015 | Tras la pantalla | Ella misma | Marcos Martínez |

## Televisión
| Telenovelas | Telenovelas                          | Telenovelas                       |
| Año         | Título                               | Personaje                         |
| ----------- | ------------------------------------ | --------------------------------- |
| 1996        | Como pan caliente                    | Empleada                          |
| 1997        | Carola Casini                        | Yanina                            |
| 1998        | Gasoleros                            | Jimena                            |
| 1999        | Campeones de la vida                 | Carla D'alessandro                |
| 2000        | Campeones de la vida 2               | Carla D'alessandro                |
| 2000        | Ilusiones                            | Maia Carregal                     |
| 2002        | 099 Central                          | Gabriela Valentini                |
| 2003        | Soy gitano                           | Mora Amaya                        |
| 2009        | Valientes                            | Alma Varela                       |
| 2011        | Cuando me sonreís                    | Luna Rivas                        |
| 2012        | Graduados                            | Sandra Schejtman                  |
| 2014        | Sres. Papis                          | Daiana Crespo                     |
| 2017        | Fanny, la fan                        | Marcia Enríquez / Enrique Marcial |
| 2019        | Pequeña Victoria                     | Jazmín Jorgensen                  |
| 2023        | Argentina, tierra de amor y venganza | Silvia Sosa                       |

| Series y unitarios | Series y unitarios             | Series y unitarios        | Series y unitarios                                   |
| Año                | Título                         | Personaje                 | Notas                                                |
| ------------------ | ------------------------------ | ------------------------- | ---------------------------------------------------- |
| 1995               | Nueve lunas                    | Amiga de Luciana          | 20 episodios                                         |
| 1995               | Bajamar, la costa del silencio | María                     | 3 episodios                                          |
| 1996               | De poeta y de loco             | Carolina                  | 37 episodios                                         |
| 1996               | Verdad consecuencia            |                           |                                                      |
| 1997               | Archivo Negro                  | Testigo                   | 1 episodio                                           |
| 1998               | La condena de Gabriel Doyle    | Chica en silla de ruedas  | 2 episodios                                          |
| 2004               | Locas de amor                  | Juana Vázquez             | 35 episodios                                         |
| 2005               | Botines                        | Lisy                      | Ep. 5: "Lisy"                                        |
| 2005               | Mujeres asesinas 1             | Ana María Gómez Tejerina  | Ep. 4: "Ana María Gómez Tejerina, asesina obstinada" |
| 2005               | Mujeres asesinas 1             | Ana / Zulema              | Ep. 6: "Clara, la fantasiosa"                        |
| 2006               | Mujeres asesinas 2             | Mónica                    | Ep. 6: "Leonor, madrastra"                           |
| 2006               | Mujeres asesinas 2             | Felisa                    | Ep. 12: "Felisa, desesperada"                        |
| 2006               | Al límite                      | Patricia "Pato"           | Ep. 1: "Voyeur"                                      |
| 2006               | Al límite                      | Paula                     | Ep. 4: "Saltar al vacío"                             |
| 2008               | Algo habrán hecho              | Selva                     | 1 episodio                                           |
| 2008               | Todos contra Juan              | Ella misma (cameo)        | 3 episodios                                          |
| 2010               | Todos contra Juan 2            | Ella misma (cameo)        | 1 episodio                                           |
| 2010               | Para vestir santos             | Ema Brossio               | 3 episodios                                          |
| 2010               | Lo que el tiempo nos dejó      | Ada Falcón                | Ep. 4: "Te quiero"                                   |
| 2012               | Condicionados                  | Sagrada                   | 2 episodios                                          |
| 2013               | Historia clínica               | Tita Merello              | Ep. 5: "Tita Merello: Cuando yo me vaya"             |
| 2014               | En terapia                     | Laura Márquez             | 8 episodios                                          |
| 2015               | La casa                        | Helena                    | Ep. 6: "Revolucionarios"                             |
| 2015               | La verdad                      | Ana                       | 13 episodios                                         |
| 2016               | Silencios de familia           | Elisa Arévalo de Diamante | 19 episodios                                         |
| 2018               | La caída                       | Andrea Feinn              | 9 episodios                                          |
| 2020               | Casi feliz                     | Cecilia Ferrari           | 2 episodios                                          |
| 2021               | Pequeñas Victorias             | Jazmín Jorgensen          | 10 episodios                                         |

## Vídeos musicales
| Año  | Video                | Artista          |
| ---- | -------------------- | ---------------- |
| 1997 | Volver a empezar     | Alejandro Lerner |
| 2001 | Sueños               | Diego Torres     |
| 2003 | Mariposa traicionera | Maná             |
| 2006 | Crimen               | Gustavo Cerati   |
| 2020 | Hoy                  | Residente        |

## Publicidad
| Año       | Producto  | Marca                |
| --------- | --------- | -------------------- |
| 1998      | Auto      | Volkswagen           |
| 2004      | Yogur     | Yogurt Ser Delicioso |
| 2005      | Shampoo   | Head & Shoulders     |
| 2009-2010 | Yogur     | Yogurt Ser           |
| 2010      | Pastillas | Ihuevanol            |
| 2010      | Shampoo   | Head & Shoulders     |

## Teatro
| Año       | Obra                             |
| --------- | -------------------------------- |
| 1997      | El dueño del circo               |
| 1997      | Cenicienta en Elsinor            |
| 2000      | A propósi de la duda             |
| 2001      | El inocente                      |
| 2002      | Cesárea                          |
| 2003      | El libro de Ruth                 |
| 2004      | Plegaria contra el silencio      |
| 2004      | Emma Bovary                      |
| 2005      | Ángel portador                   |
| 2006      | Tontos por amor                  |
| 2006      | Bodas de sangre                  |
| 2006      | Las mujeres de Ibsen             |
| 2006      | Sonata de otoño                  |
| 2007      | Espacio abierto                  |
| 2007      | La Celestina                     |
| 2007      | El pan del adiós                 |
| 2007      | El zoo de cristal                |
| 2008      | Solas                            |
| 2008      | La esposa constante              |
| 2009-2010 | El año que viene a la misma hora |
| 2013      | Los Locos Addams                 |

## Premios y nominaciones

### Premios Martín Fierro
| Año  | Categoría                                           | Trabajo Nominado          | Resultado |
| ---- | --------------------------------------------------- | ------------------------- | --------- |
| 2003 | Mejor actriz de reparto                             | 099 Central               | Ganadora  |
| 2004 | Mejor actriz protagonista de novela                 | Soy gitano                | Nominada  |
| 2005 | Mejor actriz de unitario y/o miniserie              | Locas de amor             | Ganadora  |
| 2010 | Mejor actriz protagonista de novela                 | Valientes                 | Nominada  |
| 2011 | Mejor actriz de unitario y/o miniserie              | Lo que el tiempo nos dejó | Nominada  |
| 2011 | Mejor actriz protagonista de novela                 | Valientes                 | Nominada  |
| 2012 | Mejor actriz protagonista de novela                 | Cuando me sonreís         | Nominada  |
| 2015 | Mejor actriz de reparto                             | En terapia                | Ganadora  |
| 2017 | Mejor actriz protagonista en unitario y/o miniserie | Silencios de familia      | Ganadora  |
| 2021 | Mejor actriz protagonista de ficción                | Pequeñas Victorias        | Nominada  |

### Premios Clarín
| Año  | Categoría                         | Trabajo Nominado | Resultado |
| ---- | --------------------------------- | ---------------- | --------- |
| 2002 | Mejor actriz de televisión        | 099 Central      | Ganadora  |
| 2004 | Mejor actriz de televisión        | Locas de amor    | Ganadora  |
| 2004 | Mejor actriz revelación en teatro | Emma Bovary      | Ganadora  |

### Premios Cóndor de Plata
| Año  | Categoría               | Trabajo Nominado   | Resultado |
| ---- | ----------------------- | ------------------ | --------- |
| 2003 | Mejor actriz de reparto | Herencia           | Ganadora  |
| 2006 | Mejor actriz            | Derecho de familia | Nominada  |
| 2012 | Mejor actriz            | Juan y Eva         | Nominada  |
| 2013 | Mejor actriz            | Dos más dos        | Nominada  |
| 2014 | Mejor actriz            | Corazón de león    | Nominada  |
| 2015 | Mejor actriz            | Refugiado          | Ganadora  |

### Premios Sur
| Año  | Categoría    | Trabajo Nominado   | Resultado |
| ---- | ------------ | ------------------ | --------- |
| 2006 | Mejor actriz | Derecho de familia | Nominada  |
| 2007 | Mejor actriz | La señal           | Nominada  |
| 2011 | Mejor actriz | Juan y Eva         | Nominada  |
| 2012 | Mejor actriz | Dos más dos        | Nominada  |
| 2013 | Mejor actriz | Corazón de león    | Ganadora  |

### Premios ACE
| Año     | Categoría                           | Trabajo Nominado                 | Resultado |
| ------- | ----------------------------------- | -------------------------------- | --------- |
| 2004/05 | Mejor actriz protagónica en drama   | Emma Bovary                      | Nominada  |
| 2009    | Mejor actriz protagónica en comedia | El año que viene a la misma hora | Nominada  |